# Titania (Schiff, 1928)
Die Titania war ein deutsches Fahrgastschiff.

## Geschichte
Die Titania wurde 1928 auf Wilhelm Ertels Werft in Woltersdorf gebaut und in der Zeit vor dem Zweiten Weltkrieg von der Reederei Bruno Hartwig betrieben. Sie war mit einer Zulassung für 333 Personen das größte Schiff dieser Reederei, die neben der Titania noch die Schiffe Gertrud I, Bruno und Wodan besaß. Mit dem Ausbruch des Krieges wurde die Fahrgastschifffahrt mit Motorschiffen, wie Hartwig sie ausschließlich im Angebot hatte, zwecks Treibstoffersparnis stillgelegt. 
Die Titania wurde von der Wehrmacht beschlagnahmt und – wie auch die Berliner Motorschiffe Rheinpfalz und Willy – über den Ludwigskanal auf die Donau verlegt. Damit diese Schiffe überhaupt nach Kelheim gelangen konnten, mussten ihre Scheuerleisten abgenommen werden, da sie sonst nicht in die Schleusenkammern des Ludwigskanals gepasst hätten. 
Nach dem Ende des Krieges mietete der Bayerische Lloyd die Schiffe an und verwendete sie in der Personenschifffahrt, aber auch als Schlepper, wofür jeweils der hintere Teil der Aufbauten abgenommen werden musste. Die Schiffe fuhren zwischen Kelheim und dem Kloster Weltenburg. Während die Titania 1971 in Regensburg verschrottet wurde, wurden die beiden anderen Schiffe später noch für Rundfahrten ab Passau und danach ab Regensburg verwendet. Willy erlebte viele Umtaufen: Das Schiff hieß zeitweise auch Weltenburg, Jochenstein, Rataspona und nach seinem Verkauf in die Niederlande Klifrak. Die Rheinpfalz behielt bis 1984 ihren Namen, dann wurde sie in Regensburg umgetauft, 1998 kam sie als Fridericus Rex nach Potsdam.